# Athus et l'acier
Athus et l'acier est une exposition permanente belge située à Athus en province de Luxembourg. Elle est consacrée à la défunte histoire sidérurgique et métallurgique de la cité et à son ancienne usine, active de 1872 à 1977. Elle est gérée par des bénévoles de l'ASBL « Athus et l'Acier ».

## Histoire
Le 31 décembre 1998, paraissaient, dans le Moniteur Belge, les statuts constitutifs de l’a.s.b.l. Athus et l’Acier. Cette association était constituée de 28 membres dont 18 sont des retraités de l'ex-usine sidérurgique d'Athus. Tous sont bénévoles.
L'originalité de l’Association est assurée par le fait qu'elle soit la seule en son genre dans le Sud-Luxembourg et qu'elle est mise sur pied par les ex-sidérurgistes eux-mêmes, ils participent à l'élaboration de l'exposition, ils assurent les permanences destinées à la récolte du matériel et des documents, ils assurent le rôle de guide lors des visites de groupes scolaires et ont ainsi l'occasion de faire connaître leur métier et les conditions de travail qui furent les leurs.

## Localisation
Le musée occupe les derniers bâtiments encore debout de l'ancienne usine sidérurgique d'Athus, sur le site qui fut, surtout après la Seconde Guerre mondiale, l'activité industrielle la plus importante de la Lorraine belge.  L'exposition voisine, située dans ces mêmes bâtiments, est « l'univers des pompiers ».

## L'exposition
Le musée propose une exposition de nombreux objets provenant de l'ancienne usine et permet de comprendre comment le fer était traité depuis son extraction jusqu'à la création des produits finis en passant en revue la chaine de tous les différents traitements que lui imposaient les ouvriers de l'usine. Parmi ceux-ci on dénombre plus de 500 outils et documents, des mannequins avec leurs habits de travail et bon nombre de photographies et d'illustrations.